# Il progresso delle scienze, delle lettere e delle arti

Il progresso delle scienze, delle lettere e delle arti (en français : « Le progrès des sciences, des lettres et des arts ») est le titre d'un périodique quadrimestriel, publié à Naples entre 1832 et 1847. 

## Histoire
Ce magazine, plus connu sous le nom d’Il Progresso, commence à paraître en mars 1832 à Naples, imprimé par l'imprimerie Porcelli en remplacement de L'Antologia de Vieusseux qui cesse son tirage. 
Le magazine connaît un vif succès avec la collaboration d'éminentes personnalités de la culture napolitaine, comme Saverio Baldacchini, Luigi Blanch, Mattéo De Augustinis, Luca de Samuele Cagnazzi. Ce magazine représente, l'espoir de la classe intellectuelle napolitaine afin de privilégier le progrès sur les questions scientifiques et technologiques. La politique du magazine n'est pas encore bien définie : il passe de la radicalité de Joseph Ricciardi, à la modération de Luigi Blanch, Giuseppe Pisanelli ou Lodovico Bianchini. Le fondateur Giuseppe Ricciardi, porte-parole du mazzinisme innovant est pour une modernisation libérale bourgeoise et modérée.
Ce magazine est interdit et son tirage est arrêté en 1833.  Condamné à l'exil, son fondateur continuera son édition depuis la France, en s'adressant aux émigrés italiens. 
Le financement de la revue est assuré en 1834, par l'économiste Lodovico Bianchini, contrôlé par le ministère des Finances et dirigé par  Giovanni D'Andrea. Le magazine dominé par des intellectuels du mouvement libéral épousant la doctrine des Bourbons, prend des positions optimistes sur l'industrialisation et la modernisation de l'agriculture au royaume des Deux-Siciles. Ferdinand II des Deux-Siciles,  impopulaire parmi les libéraux napolitains et siciliens, engage une répression policière sur la parution du magazine, qui doit s'aligner de plus en plus sur les positions du gouvernement.  En 1844 une nouvelle série est imprimée sur les presses de l'imprimerie Flautina, avec la collaboration de Pasquale Galluppi, Vincenzo De Grazia et Giovan Pietro Vieusseux,.